# 毛布

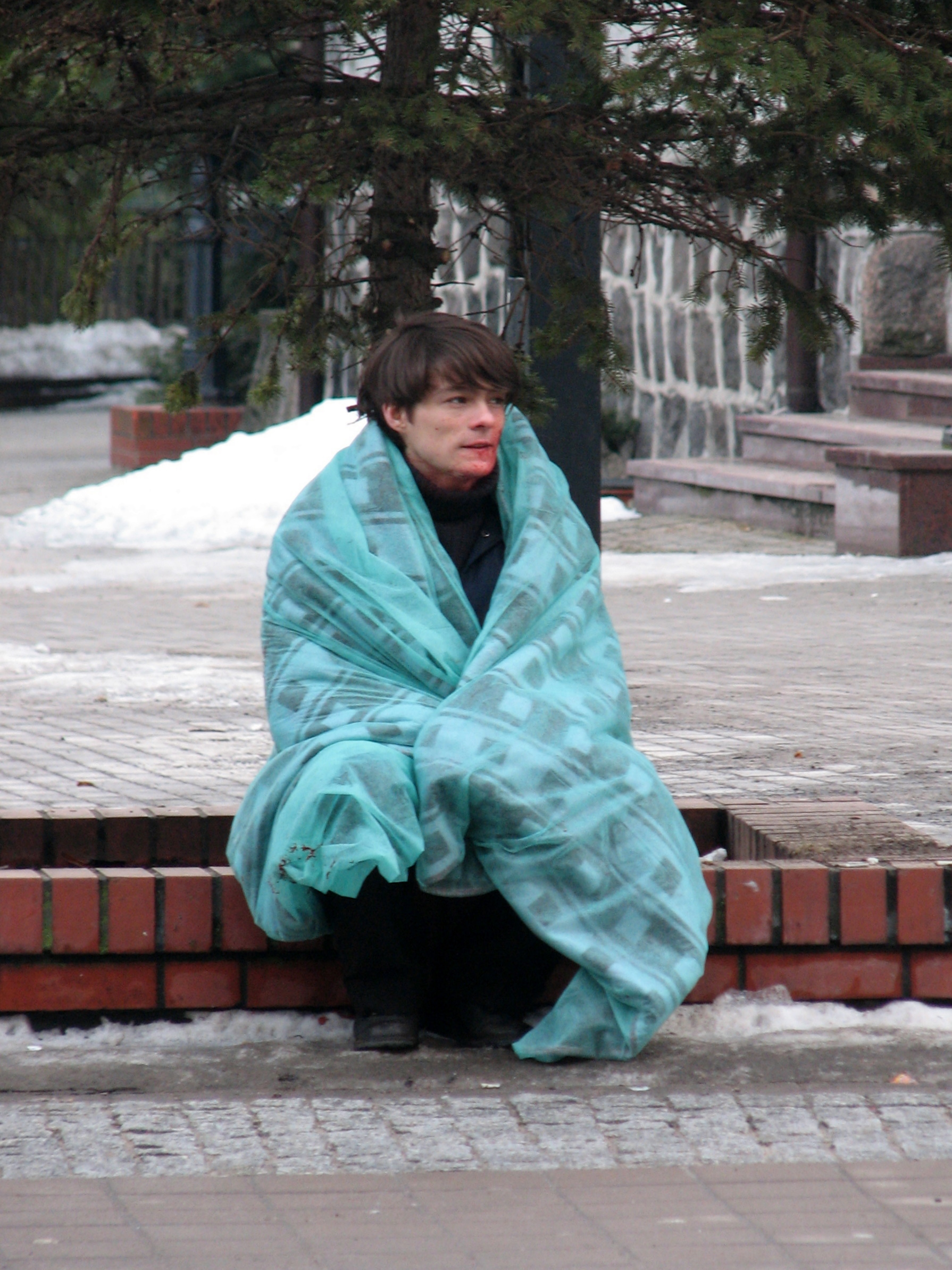
防寒具としての使用。毛布にくるまった男性

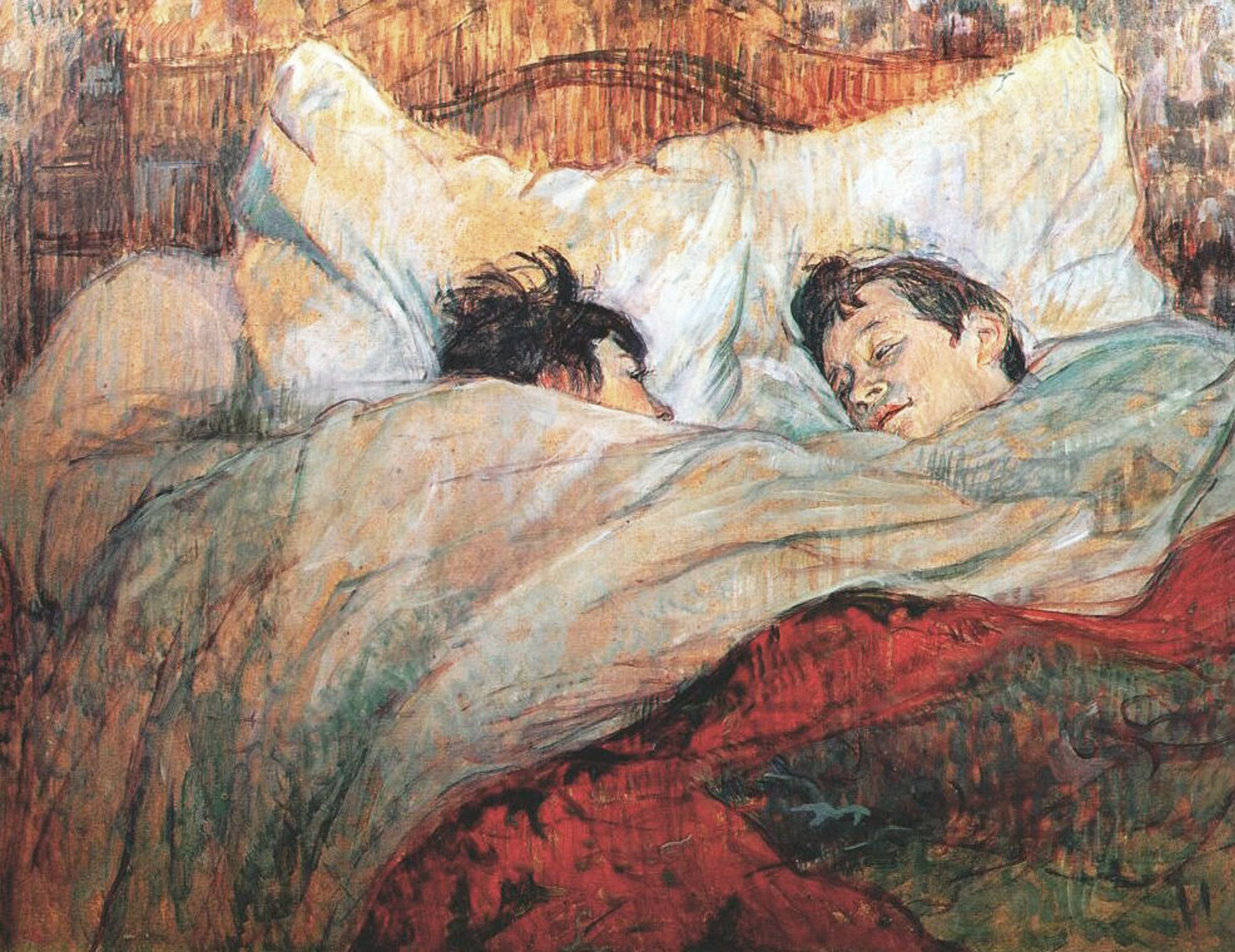
ロートレック画、仏題 "Le Lit（ル・リ、「ベッド」の意）で知られる一連の作品の中の1枚。愛し合う二人はベッドの中で毛布にくるまれて眠っている。

毛布（もうふ、英: blanket ブランケット）は、ウールなどを厚く織って（あるいは編んで）起毛などの処理を施した製品。日本語では、「ブランケット」を短縮して「ケット」と呼ばれることもある。

## 概要
欧米では、防寒具にも寝具にも使う。
日本へは明治時代初頭に寝具というよりも防寒具として導入された。
体温を保持し命を護るために有効な道具であり、どこかの国で天災が起きた際には被災者を救うために現地に《緊急支援物資》として大量の毛布を送り届けるということが世界各国で行われている。
現在の日本の家庭での主な用途は寝具であり、睡眠中の暖かさを保つことである。掛け毛布としても敷き毛布としても使え、寒い場合は複数枚を使用する方法もある。家庭の外ではさまざまな使い方をされている。スタジアムで観戦する人は、欧米同様に身体をくるむ防寒具として（小さめの毛布を）使うこともあり、運送業者などは家具などを運ぶための緩衝材として使うこともある。
素材に関しては近年では天然のウール以外にも合成繊維のものもあり、種類が増えており、フリース素材の毛布もある。

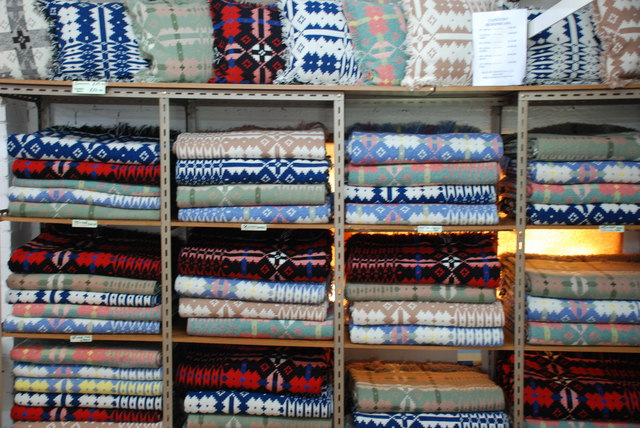
ウェールズの伝統的なウールブランケット
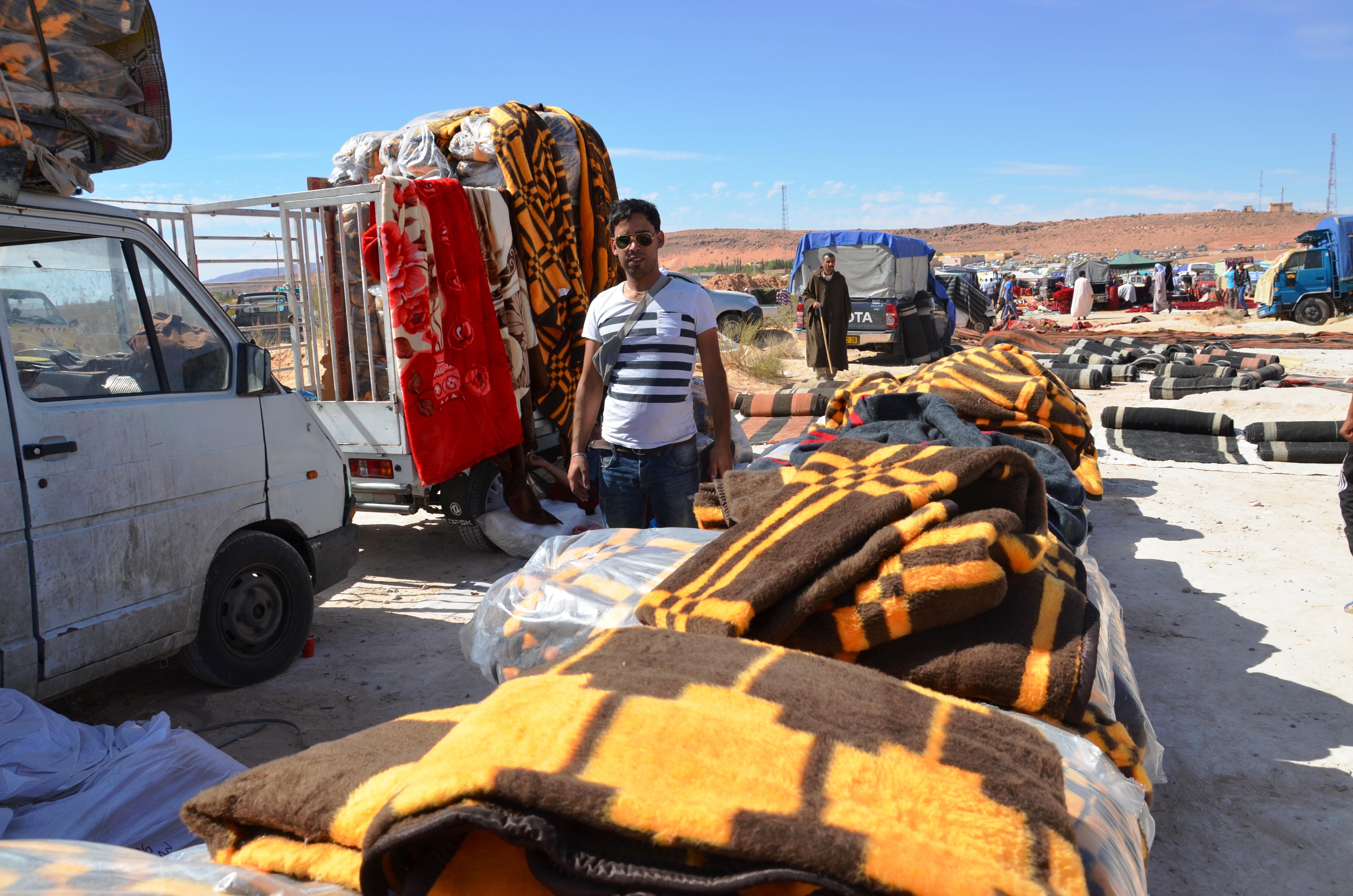
アルジェリアの市場で売買される毛布

## 歴史
毛布の古い形は、古い記録としてはKambalaという名で記述が残っている。7世紀の中国の僧で旅人であった玄奘は、629年から645年にかけて行ったインドへの旅についての日記でKambalaという道具に言及しており、ヒツジもしくはヤギの毛でできた素材だと書いており、彼はそれを身につけるものと分類していた
。（なおサンスクリット語でKambalaとは、ウール素材の毛布のことである。）

## 用途
本来のウールの毛布には次のような用途がある。
- 体温の保持
  - 寝具 – 寝る際の体温の保持。欧米ではいくつかある用途のひとつ。日本の家庭では主な用途。
  - 防寒具 – 屋外で防寒具として身体を包む。怪我人や病人で体温が下がった人の体温を上げるためにくるむこともある。低体温症に陥った人をくるむということもある。救急医療の現場には用意してある。体温の維持は命をつなぐためにとても大切なことなので、災害時に利用される避難所には、防寒具としても寝具としても使う道具としてかなりの数量を用意しておくことが一般的である。また、どこかで被災者や難民（避難民）が多数発生した場合には、" 緊急支援物資 " として各国から現地に送り届けることが世界的に一般的である。
  - 馬着 – 馬の体温の保持。馬着は英語でhorse blanketと呼ばれる。
- 保温具 – 使用済みとなった古い毛布を自動車のラジエーター冷却水の温度低下を防ぐために巻き付けて使用することもある。
- 敷物 – ラグと呼ぶほうが多い。冷たい床や地面で尻が冷えるのを防ぎ、薄いクッション材としても機能する。ピクニックブランケットとも呼ばれる。
- 緩衝材 – 使用済みとなった古い毛布を荷物の運送用の緩衝材として使用することがある。引越しの場合の家具の損傷防止や、空間を埋めることで転倒や振動を防ぐことが出来る。
- 吸音材 – 壁面に設置したり壁面付近に吊ることで音の反響を防ぐことができる。
- 消火 – 天然のウール素材の毛布は燃えにくいので、出火したものに毛布をかぶせることで消火あるいは火を抑えることができる（化学繊維のものは熱で溶けるので区別する必要がある）。防火用毛布、防火毛布、消火カバーと呼ばれる専用のものもある。

## 種類
製造方法で分類する場合は、織毛布（おりもうふ）と編毛布（あみもうふ）に分類されている。
そのほか、特殊な用途の毛布を分類するための用語もある。

### 織毛布
羊毛毛布
羊毛を用いたもの。暖かく弾力性がある。カシミア、アルパカ、キャメルなどの獣毛を混ぜた製品は最高級品とされる。
アクリル毛布
アクリル繊維を用いた毛布。機能性付与が容易であるとされる。軽い、耐久性に富む、染色性が良いなどの特徴がある。なお、アクリル製のアクリル毛布には編毛布のものもある。
綿毛布
綿（超長綿）を用いた毛布。軽くて吸湿性がある。洗濯が容易。
シルク毛布
絹を用いた毛布。他の繊維に比べて軽くて保温性が高く、静電気も起きにくい。

### 編毛布
マイヤー毛布
長い立毛を持つ最高級の毛布。ドイツ製のカールマイヤー編み機によって作られるニット毛布。
タフト毛布
基布にアクリルのパイル糸を起毛した毛布。縦糸の代わりに綿布が用いられる。災害用として使用される。

### 加重毛布
ウェイトブランケットともいい（正しくは weighted blanket）、一定の圧迫感（圧迫刺激）によって安心感を得る感覚過敏の子供などのために、ガラスペレットなどで敢えて重量を増した毛布。Weighted blanketを参照。近年では一般向けの安眠グッズとしても販売されている。

### 電気毛布
電熱線を内蔵し、加熱・保温を行う毛布。

### 袖付き毛布

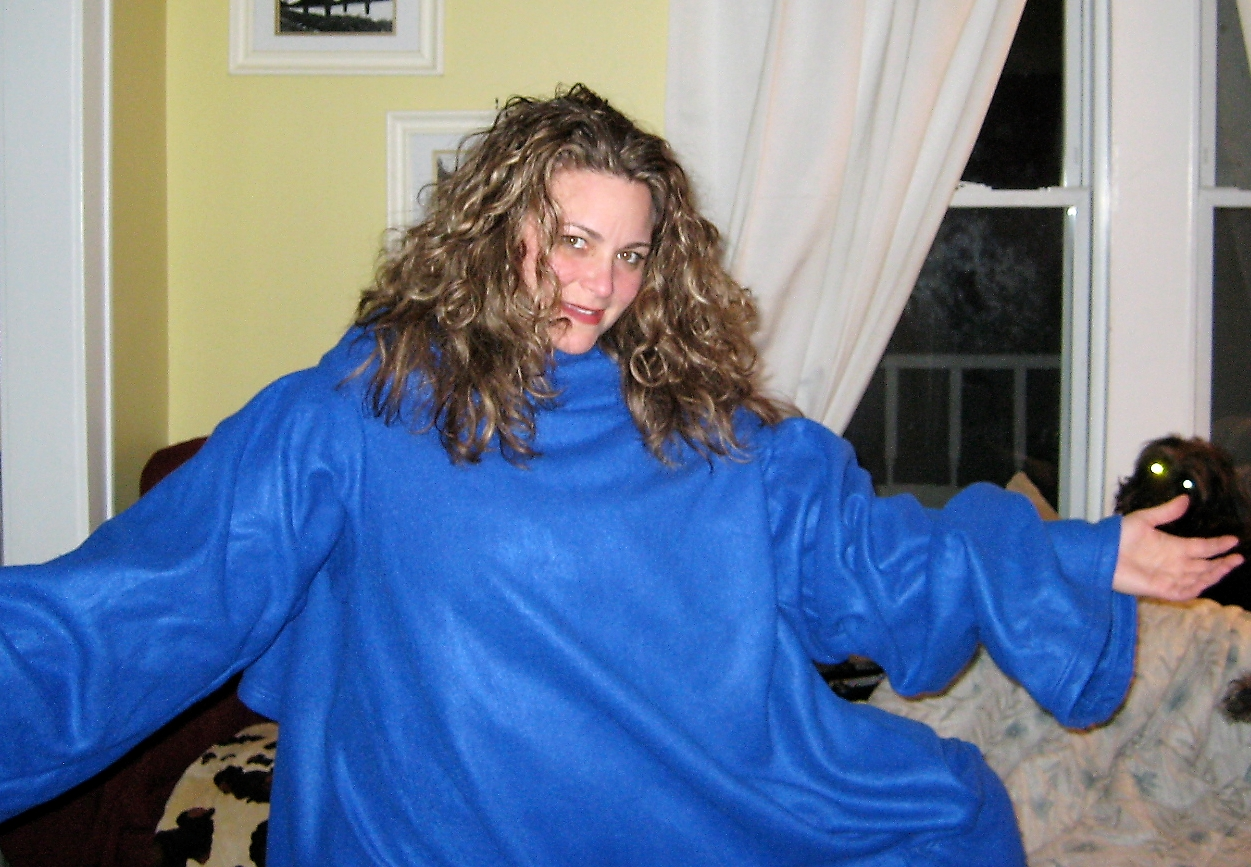
袖付き毛布

袖付き毛布（en:sleeved blanket スリーブド・ブランケット）は、毛布に袖の形状の部分を足したものである。通常の毛布で身をくるんでいる場合、何か手を使った作業をしたくてもしづらい。また寝具として使う場合でも、読書などしたくて腕を出すと腕や肩まわりが冷えてしまうが、毛布に袖の形状の部分があると、腕や肩も暖かく保ったままでも簡単な手作業ならでき、寝転がって腕や肩も暖かく保ったまま読書をすることもできる。欧米では最近、寒い時期のスタジアム観戦を袖付き毛布を身につけてする人も増えている。ネット通販などでも「袖付き毛布」または「着る毛布」で検索すると多数表示される。

## 特殊なブランケット
ウールを使ったものではないので、普通の意味でのブランケットではないが、シート状で形状的にはブランケットと似ていて何かを包むのでブランケットと呼ばれているものもある。
- エマージェンシーブランケット（英：space blanket, emergency blanket, etc.）– ビニール（プラスチック）のシートにアルミを蒸着したもの。ウールの毛布同様に体温保持目的で使うものであり、軽くて薄くて小さく折り畳め、邪魔にならず、いざとなったら広げて身を包めば、自分の身体からの放射がこのシートで反射され身体に返ってくるのでとても温かい。ウールと違い水を吸ってしまうことは無いので雨天でも使いやすい。たとえば登山者は念のため、遭難時にも生き延びられるように持参する。また天災発生時などに被災者にとりあえず緊急的に配るということも行われる。近年は百均でも売っている。
- ファイヤーブランケット（英：fire blanket） – 消火用の布。たいていはグラスファイバーを織った布である。
- 防弾ブランケット（英: bulletproof blanketあるいはbodyguard blanket） – ウールではなく防弾用の素材（たとえばケブラーの繊維[6]）で織った織物。ボディーガードやSPなどが使う。警護対象者にかぶせることで銃撃から守ることができる。

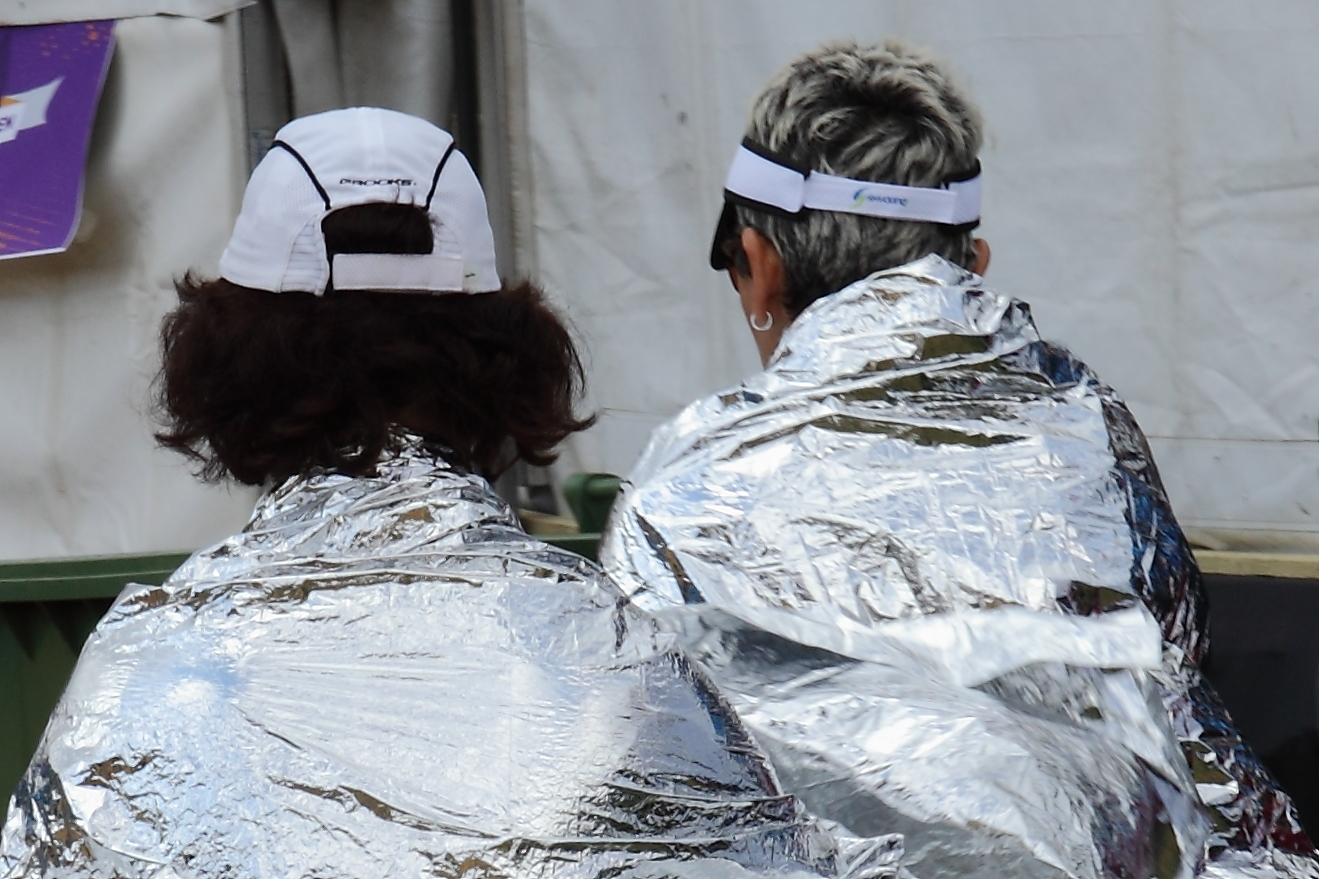
エマージェンシーブランケットの使用例
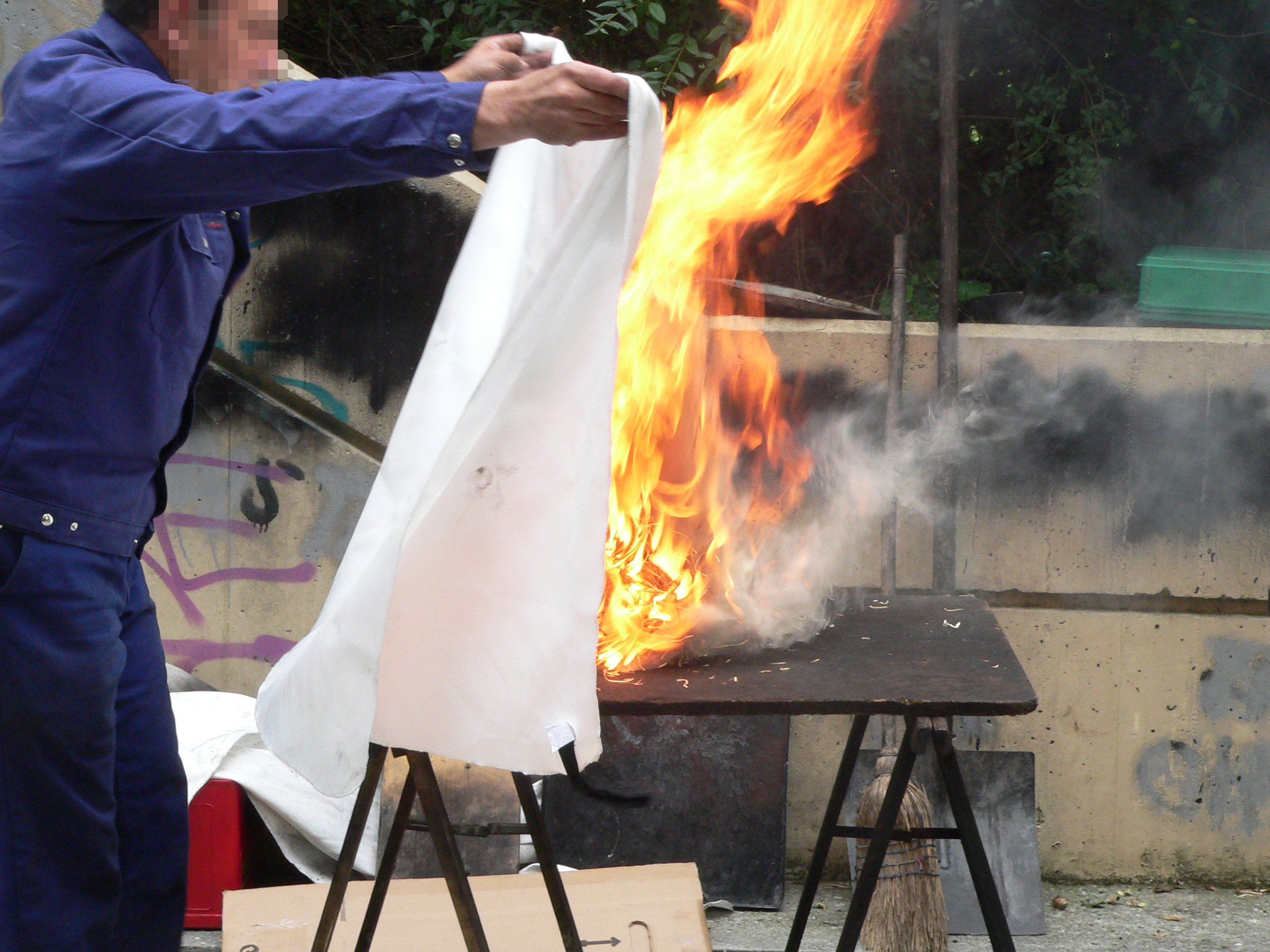
ファイヤーブランケット

## 歴史的な逸話

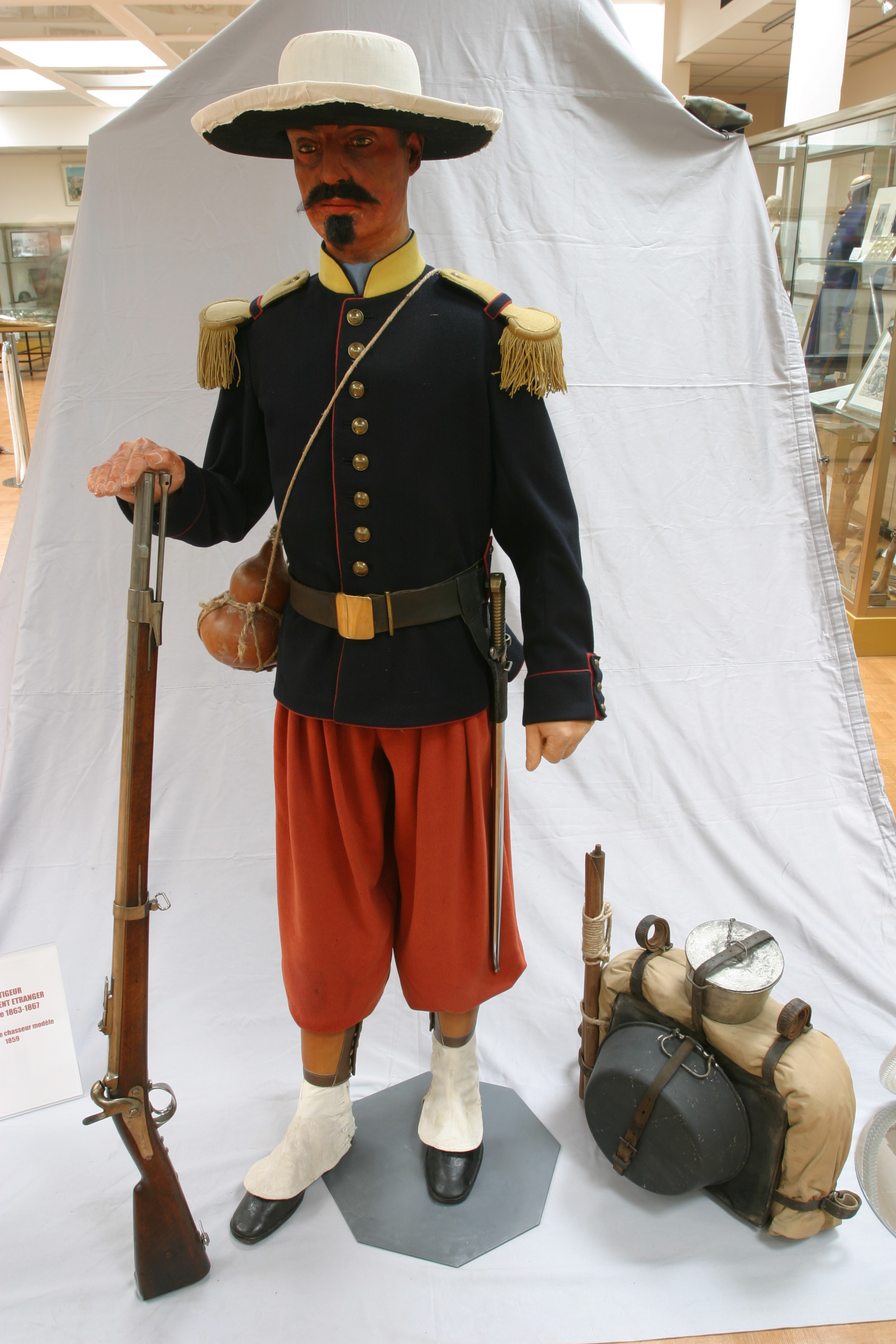
メキシコにおけるフランス干渉戦争に参戦したフランス外国人部隊の、1863年の制服と装備品一式。兵士の足下に背嚢が置いてあり、その上辺部に毛布がぐるりと巻き付けてある。

### ル・ブーダン
ル・ブーダン（仏・英：Le Boudin ）は、フランス外国人部隊の軍歌兼行進曲の題名である。直接的には、フランス料理の一つである「ブーダン」、すなわちブラッドソーセージの一種を指す名称であるが、彼らにとっては自分たちに支給されていた青い毛布の愛称であった。兵士にとって欠かせないその毛布の、往時の携帯方法として、円筒状に巻いてカバーをし、背嚢（リュックサック）の上辺部に沿わせて縛り付けておくのが常であったが、円筒状に巻いたその形を豚の腸の詰め物であるブーダンになぞらえたわけである。

### 赤ゲット
幕末期に日本に毛布をもたらしたイギリスの貿易商は、赤い毛布を導入した。日本と同じくイギリスからみれば東国であるインドでは赤色が好まれたからである。これを戊辰戦争の兵士が防寒用に用い、明治時代になって一般市民も用いるようになり、「赤ゲット」と呼ばれるようになった。地方から上京する際に、この赤い毛布を角巻（四角い形をした毛布の肩掛け）のように身にまとう者が多く、そこから転じて「おのぼりさん（お上りさん；都会に出てきた田舎者）」や「田舎者」を指す言葉になり、随筆などにおいては1970年代まで使われている。赤ゲットをまとう「おのぼりさん」は、2019年（平成31年/令和元年）に放映されたNHK大河ドラマ『いだてん〜東京オリムピック噺〜』の第3話にも描かれた。主人公である金栗四三と親友・美川秀信はともに赤ゲットをまとった出で立ちで東京行きの汽車（蒸気機関車）に乗り込むが、ナレーションでも「（赤ゲットは）おのぼりさんの証である」と紹介された。

## 毛布と人間心理
英語で "security blanket"、日本語で「安心毛布」と呼ばれるのは、主に子供が、不安感を解消し安心感を得るために持ち運ぶモノを総じて比喩的に指すための心理学用語である。毛布や柔らかい布でできた人形類が、子供にこのように使われるモノの典型なのでこう呼ばれるようになった。漫画『ピーナッツ』の登場キャラクターであるライナス・ヴァン・ペルト（en:Linus Van Pelt）が肌身離さず毛布を持っていることから「ライナスの毛布」とも呼ばれる。（ライナス・ヴァン・ペルトが毛布を肌身離さず持っている絵は英語版記事 en:Linus Van Pelt に掲載されているので参照のこと。ちなみにライナスは指しゃぶり（en:Thumb sucking）もしており、これも子供が不安感をやわらげ安心感を得るためにする行為の典型である。）

## 比喩
「ブランケット」を比喩として用いている例や、ブランケットに見立てている例。機能がブランケットに類似していると、比喩的にブランケットと呼ばれることがある。
なおblanket（毛布）の機能である「全体を大きく包み込む」という機能は、比喩的な意味も生じさせることになっている。辞書で2番目の意味として「包み込むもの」や「包括的なもの」が掲載されており、3番め目の意味としては「無差別の」という意味も掲載されている。
- ビッグ・ブルー・ブランケット（英語版）（英：Big blue blanket）
  - 第二次世界大戦中、アメリカ海軍の艦艇を日本軍の神風特攻（神風特別攻撃隊による攻撃）から守るためにジョン・サッチ海軍大将が考案した防空システム。巨大なブランケットを被せたように周辺全域をカバーするべく、青く塗装した複数の戦闘機を主要な軍艦（空母と戦艦）の上空に常駐させる哨戒（戦闘空中哨戒）体制を構築し、日本軍機を見付け次第、接近される前に速やかに迎撃するというもので、大きな成果を得た。

- ブランケット・クレメンシー（英語版） / ブランケット・アムネスティ（英：blanket clemency, blanket amnesty）
  - 「包括的恩赦」と和訳される。言葉の原意としては、前者は「包括的寛容（※ここでの『寛容』は権力者が行使する寛容的処置を指す）」、後者は「包括的恩赦」。複数の人に与えられる恩赦であり、恩赦、懲役刑の短縮、減刑、または、執行猶予の形を執ることができる。アメリカのほとんどの州の知事 (州知事（英語版）) とアメリカ合衆国大統領は恩赦を与える権限を有する。

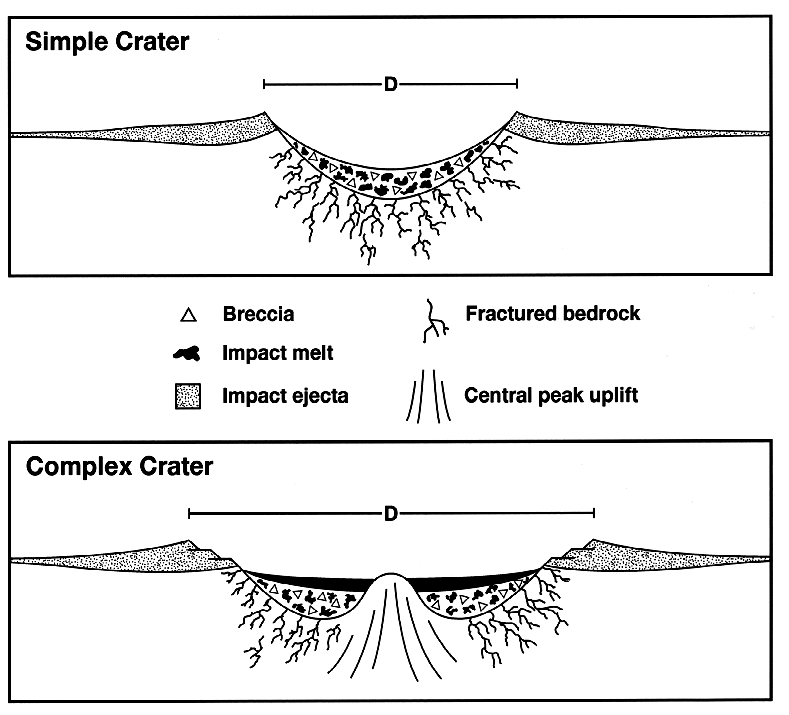
"Impact ejecta" とあるのが隕石衝突によって生じる噴出物ブランケット。

- 噴出物ブランケット（英語版）/ イジェクタ・ブランケット（英：ejecta blanket）
  - 天体衝突によってクレーターが形成される際、クレーターの外縁部にほぼ対称的に、布を広げたように拡散する噴出物（英語版）を指す。

| ピッグス・イン・ア・ブランケット |  | ピッグス・イン・ブランケッツ |
| ピッグス・イン・ア・ブランケット |  | ピッグス・イン・ブランケッツ |

- ピッグス・イン・ア・ブランケット（英語版）（英：pigs in a blanket）
  - アメリカ料理。小さなホットドッグやソーセージをペストリーで包んだもので、米国では一般的にオードブルとして提供される。その名は「豚/豚肉の包み」を意味し、日本語では「豚/豚肉のブランケット」などと呼ばれることがある。後述するイギリス料理としばしば混同されている。
- ピッグス・イン・ブランケッツ（英語版）（英：pigs in blankets）
  - イギリス料理およびアイルランド料理。小さなソーセージをベーコンで包んだもので、その名は「豚の包み」を意味し、日本語では「豚/豚肉のブランケット」などと呼ばれることがある。

- ブランケット湿原（英語版）（英：blanket bog）
  - 泥炭地で形成される、ミズゴケ類が平坦に広がった地形。アイルランドなどの極端に湿潤な海洋性気候下では、土壌は塩基が溶脱されて酸性になるため、鉱物質基盤の上にミズゴケが直接生育でき、見た目にブランケットを敷き詰めたような湿原が形成される[10]。英語名としては、"blanket bog（ブランケット ボグ）"、"blanket mire（ブランケット マイア）"、"featherbed bog（フェザーベッド ボグ）" がある。
- ムラサキダコ属（英語版）（学名：Tremoctopus、英名：blanket octopus）

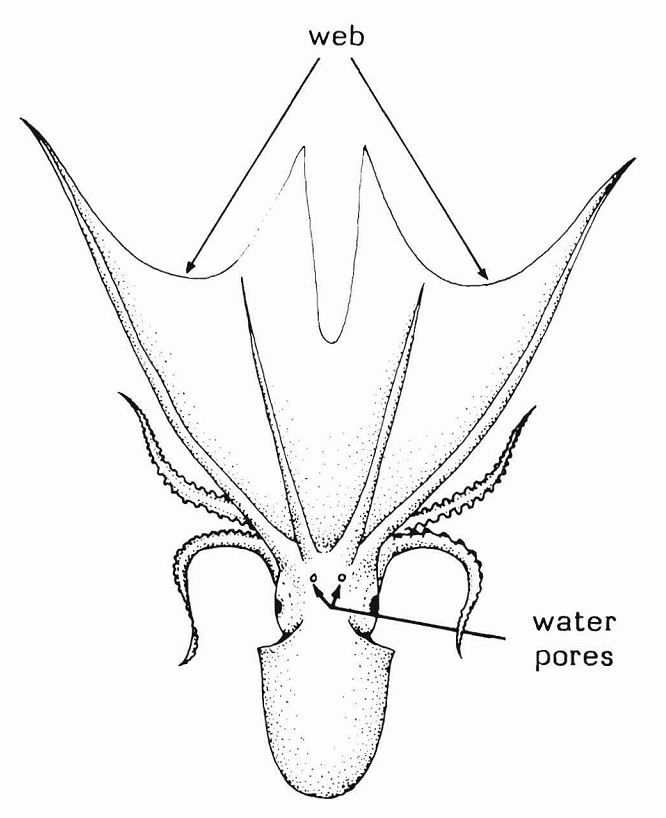
ムラサキダコ属

- - ムラサキダコ科（学名：Tremoctopodidae）に分類されている唯一のタコ。英語名は大きな傘膜をブランケットに見立てている。■右列に画像あり。
- テンニンギク属（英語版）（学名：Gaillardia、英名：firewheel, Indian blanket, Indian blanketflower, sundance）
  - キク目キク科の草花。

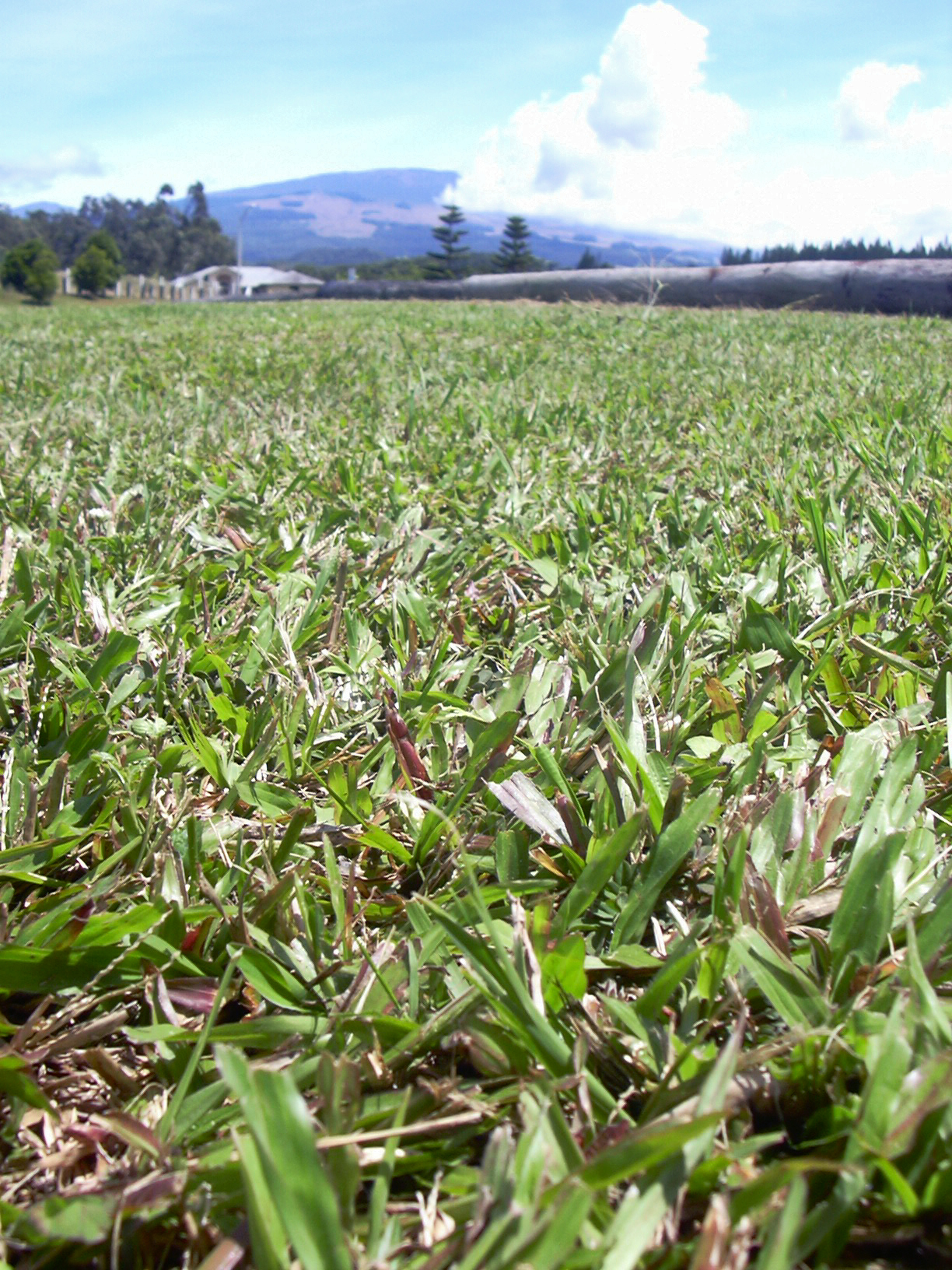
ツルメヒシバ

- ツルメヒシバ（英語版）（学名：Axonopus compressus、英：blanket grass, etc.）
  - 一般的に "carpet-grass（カーペットグラス）" として知られているイネ科植物であるアクソノプス属（英語版）の1種。数ある英語名の中に "blanket grass（ブランケットグラス）" がある。牧草、地被植物、芝生として用いられる。■右列に画像あり。

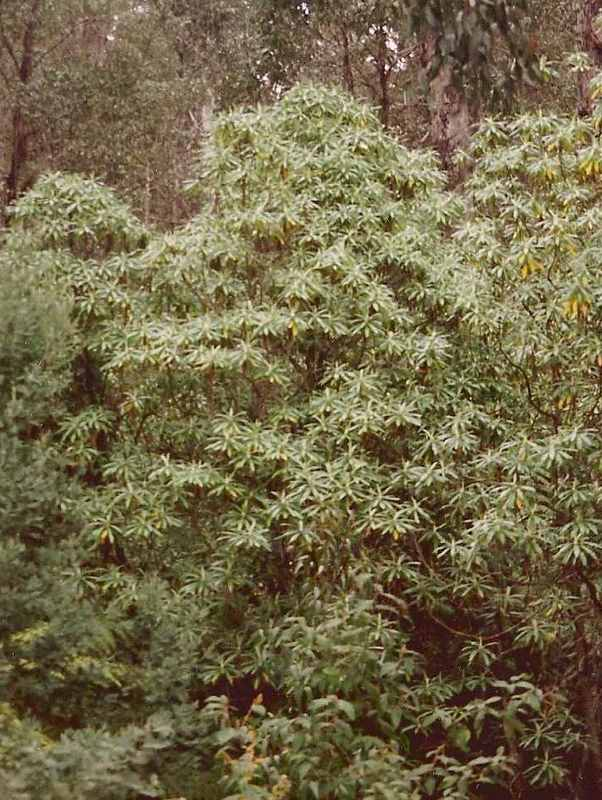
ブランケットリーフ

- ブランケットリーフ（英語版） / ブランケットブッシュ（学名：Bedfordia arborescens、英名：blanket leaf, blanket bush, flannel leaf, tree blanketlea）
  - キク目キク科Bedfordia 属の草花。タスマニア島を含むオーストラリア南東部の固有種[11]。■右列に画像あり。
- ビロードモウズイカ（学名：Verbascum thapsus、英名：great mullein, common mullein, etc.）
  - 英語名には極めて多くの別名があるが、"blanket mullein"、"beggar's blanket"（乞食のブランケット）、"poor man's blanket"（貧者のブランケット）、"old man's blanket"（老人のブランケット）、"Moses' blanket"（モーゼのブランケット）、"Our Lady's blanket"（聖母マリアのブランケット）など、毛深い手触りをブランケットになぞらえた名前も多い。cf. "en:Verbascum thapsus#Common names"、「ビロードモウズイカ#一般名称」

## ブランケットにちなむ固有名詞
固有名詞に使われた例
- ブランケットクリーク（英語版）/ ブランケット川（英：Blanket Creek）
  - 米国テキサス州を流れるクリーク（小さめの川）。コロラド川の一支流であるピカーンバイユー川（英語版）の支流。その名は、土着するトンカワ族（英語版）（アメリカ先住民の一部族）の集団が暴風雨に見舞われるなかでブランケットの下に座って濡れずに過ごした逸話にちなんで名付けられたという。
- レッドブランケットクリーク（英語版）/ レッドブランケット川（英：Red Blanket Creek）
  - 米国コロラド州を流れるクリーク（小さめの川）。ローグ川（英語版）の支流であるサウスフォークローグ川（英語版）の支流ミドルフォークローグ川（英語版）の支流。その名は、西部開拓時代のアメリカの開拓者たちが赤い毛布と現地の土地を物々交換しようと図った逸話にちなんで名付けられた。
- ブランケッターズ（英語版） / ブランケット・マーチ（英：Blanketeers, Blanket March）
  - 1817年3月にイギリスのマンチェスターで開催されたデモ活動。参加者は主にランカシャーの織工で、ランカシャーの繊維産業の絶望的状態について時の王子に請願しようとロンドンまで行進した。cf. ピータールーの虐殺。
- ラトリング・ブランケット・ウーマン（en:Rattling Blanket Woman） - パヤブヤ族（Payabya. スー族の一支族であるラコタ族の一支族であるオグララ族（英語版）の一支族）の戦士クレイジー・ホースの母親である。出身部族はミニコンジュー（英語版）。クレイジー・ホースが4歳の時に亡くなっている。英語名の「ラトリング・ブランケット・ウーマン」はラコタ語でのこの女性の人名である "Tȟašína Ȟlaȟlá Wiŋ"（タシナ・フラフラ・ウィン） を翻訳したもので、「ずたぼろブランケット女」を意味する。1814年生まれ、1844年没。 en:Crazy Horse#Immediate familyも参照。
- 愛称で「ブランケットマン」（英: Blanket man、英: Ben the Blanket manとも） - ニュージーランドはウェリントンの都心部の通りをさまよったホームレスの一男性のニックネーム。本名はベン・ハナ（英語版）（Ben Hana）、1957年生まれ、2012年没。

## 他 「ブランケット」が名称に織り込まれているもの
- ブランケットパーティー（英語版）（英：blanket party）
  - かつて軍隊で一般的に行われていた体罰の一種。被害者を毛布で拘束して殴打する。日本には「簀巻き」があるが、共通点も相違点も多い。
- マザー・ワームのブランケット問題（英：mother worm's blanket problem）
- ブランケット判 – 印刷物における日本固有の判型。